# Палеа-Камені
Палеа-Камені, також відомий як Палія-Камені, — вулканічний острів у кальдери Санторіні. Острів був утворений серією вулканічних вивержень, які сформували великі поклади пемзи та дациту. Назва острова перекладається як «Старий спалений острів».Палеа-Камені розташований на заході грецького узбережжя і є приватною територією. Він був заселений, поки його не купили в 1899 році та продали в 1975 році. Але для туристів він доступний. Власники будують різноманітні готелі та роблять численні пляжі громадськими.

## Історія
Палеа-Камені утворилася серією вивержень між 197 роками до н. е. і 47 н.е. Поява острова вперше була відзначена римським вченим Кассіем Діоном, який писав «Цього року [47 н. е.] невеликий острівець, досі невідомий, з'явився поблизу острова Тера». Острів поступово сформувався подальшою вулканічною діяльністю, хоча прямі виверження припинилися до кінця 1 століття н. Жодних ознак активності на острові не було виявлено до 726 року, коли на острові сталося вибухове виверження пемзи. Далі вулканічна активність знову припинилася до 1500-х років, коли формування острова Неа-Камені спричинив посилення вулканічної активності. Інші стародавні автори відзначають, що він виник з моря в 197 році до н. е. і отримав назву Гієра (дав.-гр. Ἱερά), назву, яку в давнину часто давали вулканічним горам. Цей факт підтвердили також Євсевій, Юстин, Страбон і Плутарх. Страбон розповідає, що полум'я виривало з моря протягом чотирьох днів, і що острів утворився на 12 стадій або 2,4 км у периметрі.
Острів розташований на південний захід від Неа-Камені. Хоча острів здебільшого незаселений, на острові розташовано кілька споруд (включаючи невелику церкву). Через відсутність хороших гаваней більшість рекреаційних плавзасобів не зупиняються на острові, хоча туристи можуть допливти до острова з сусіднього Неа-Камені. Як і більший острів на сході, Палеа-Камені вкрита сукулентними рослинами. На острові проживає стадо кіз, а також один мешканець, Состіс Арванітіс. На острові також є гаряче джерело.